# Calle Huérfanos
La Calle Huérfanos es una calle chilena que cruza el centro-poniente de Santiago. Paralela a la Alameda Libertador Bernardo O'Higgins, va desde el Cerro Santa Lucía, por el oriente, hasta la comuna de Quinta Normal, por el poniente. En Avenida Matucana se corta y reaparece en un nuevo tramo de un barrio residencial.

## Historia

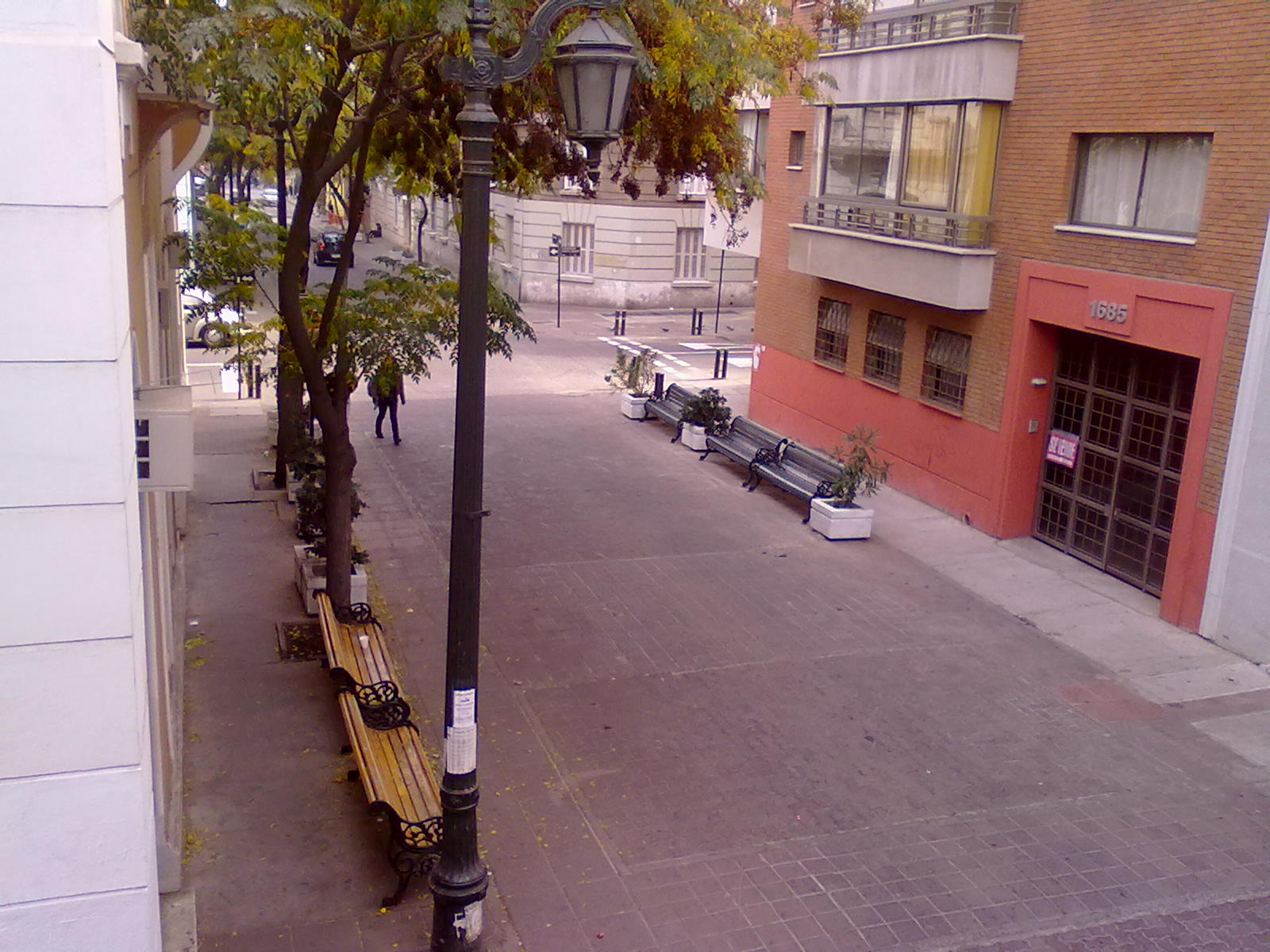
Calle Huérfanos al oeste, esquina Guardiamarina Riquelme, vista desde la pasarela peatonal sobre la Autopista Central.

La calle Huérfanos ha tenido diferentes nombres durante su historia. Inicialmente se la llamó "callejón de las caballerizas", porque albergaba las caballerizas de don Mateo de Toro y Zambrano. Más tarde pasó a nombrarse "La Moneda Real". Esto, porque la casa esquina de Huérfanos con la calle Morandé, fue el lugar donde Francisco García Huidobro acuñó las primeras monedas de oro. Luego, a propósito de haberse instalado en esta calle el regente Tomás Álvarez de Acevedo, alrededor del año 1780, su nombre cambió por la "Calle del Regente".
Finalmente, en la manzana formada entre la actual Huérfanos y las calles San Martín, Agustinas y Manuel Rodríguez, se fundó el Hospicio de Los Pobres, "con recogimiento y crianza de huérfanos", el que serviría para asistir a alrededor de 4000 mujeres enfermas de la epidemia de cólera que azotó Santiago entre los años 1870 y 1880. Los huérfanos de las mujeres que murieron víctimas de la epidemia continuaron viviendo en la antigua Hospedería, de ahí que la calle se convirtiera en la "de los Huérfanos". 
A partir de los años 1940, la calle Huérfanos se convirtió en la meca del espectáculo chileno, destacando los cines Rex y Central, así como los teatros Ópera (el cual acogió al mítico show revisteril Bim-Bam-Bum) y Del Ángel.
El 5 de febrero de 1973 se convierte en paseo peatonal en el tramo Mac Iver-San Antonio, mientras que el tramo entre San Antonio y Teatinos fue peatonalizado en 1979.
La polarización de inicios de 1970, y el toque de queda y la rigidización de la censura instauradas tras el golpe militar de 1973 generaron un decaimiento del sector. Si bien la bohemia santiaguina tuvo un breve resurgimiento con el llamado "destape" de fines de los años 1970 e inicios de los 1980, la crisis económica de 1982 marcó el punto final de una época, dando paso a un lento declive que vio como las salas de espectáculos cerraban o se convertían en cines para adultos. 
La masacre del paseo Huérfanos, ocurrida en septiembre de 1993, en la que un exmilitar ingresó al paseo por calle Bandera hacia el este con un automóvil, matando a siete personas e hiriendo a decenas de transeúntes, significó el paso a un período de creciente criminalidad que mancillaría el nombre de la calle.
A fines de 2010 e inicios de 2011, cerraron las últimas tres salas tradicionales del paseo Huérfanos: el Lido (que ya había cerrado a principios de siglo), el Gran Palace (de la desaparecida cadena CineMundo) y el Rex (de la cadena Hoyts), el cual tendría una breve resurrección por parte de la distribuidora BF antes de su cierre definitivo en 2012. 
A fines de 2017, se inauguró un multicine Hoyts en la nueva Galería Imperio de la cadena Vivo, renombrada como Mall Vivo Imperio. El Cine Rex fue reconvertido en una tienda Preunic en 2019.

## Descripción

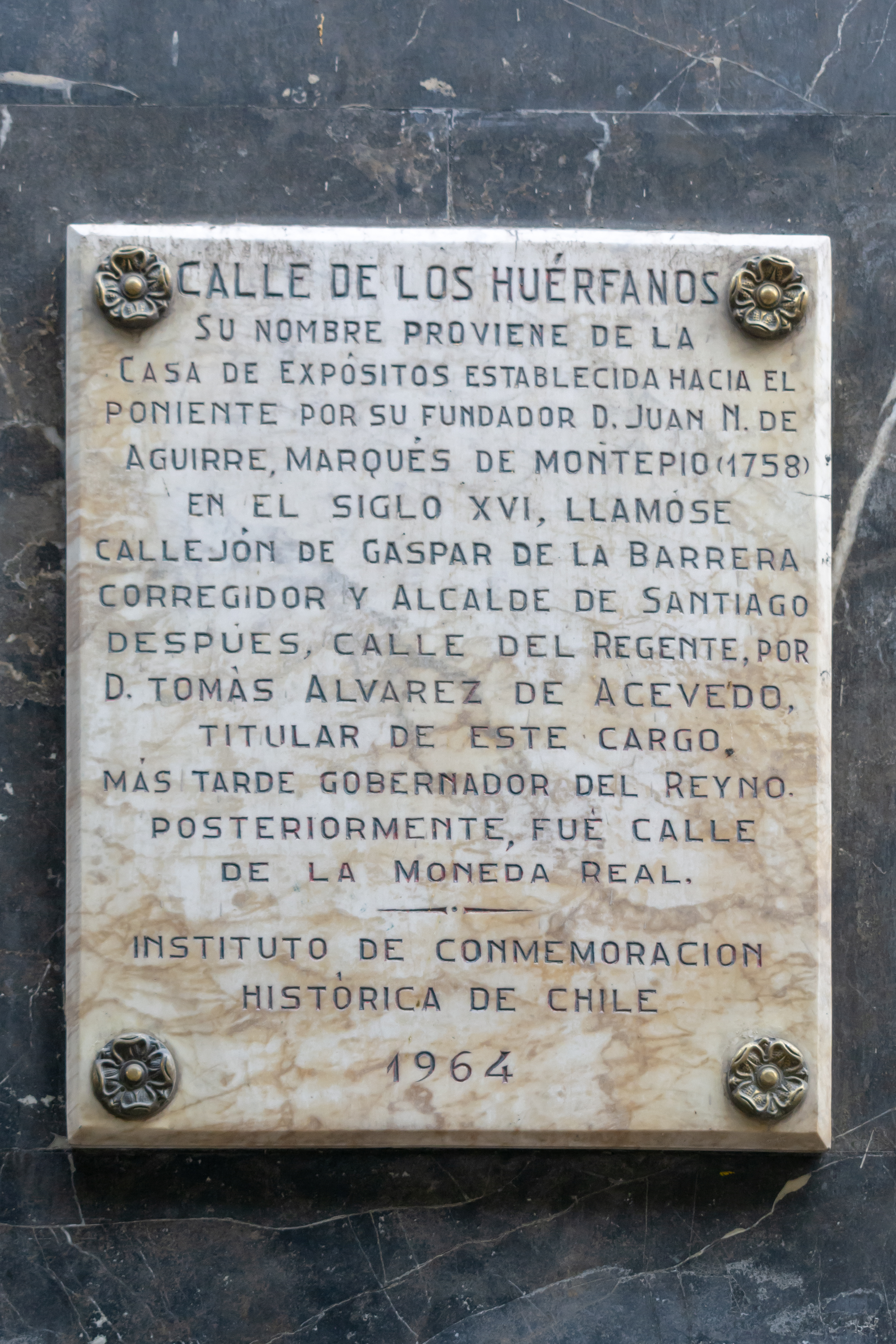
Placa de Calle Huérfanos

La calle nace en el pie del Cerro Santa Lucía y a las dos cuadras se transforma en un paseo peatonal. Su primera fase destacan los "sex shop", los cines y las librerías. Luego el comercio de todo tipo y restaurantes. Cerca de su cruce con la calle Ahumada aparecen los bancos y farmacias.
En su cruce con calle Morandé se encuentra el edificio del ex Caja de Crédito Hipotecario, sede del Tribunal Constitucional de Chile y edificios aledaños como el Edificio de Codelco y del Ministerio del Trabajo y Previsión Social. El paseo termina en calle Amunátegui, en frente de los Juzgados Civiles de Santiago y desde ahí se transforma en una calle de un sentido oriente poniente que cruza el eje Norte-Sur de Autopista Central y la línea 2 del Metro de Santiago por el puente peatonal Huérfanos.